# Gamidactylus hoplius
Gamidactylus hoplius is een eenoogkreeftjessoort uit de familie van de Ergasilidae. De wetenschappelijke naam van de soort is voor het eerst geldig gepubliceerd in 1996 door Varella & Malta.